# Новодмитровка Первая
Новодмитровка Первая (укр. Новодмитрівка Перша) — село в Ивановской поселковой общине Генического района Херсонской области Украины.
Население по переписи 2001 года составляло 165 человек. Почтовый индекс — 75420. Телефонный код — 5531. Код КОАТУУ — 6522985904.

## Местный совет
75 420, Херсонская обл., Ивановский р-н, с. Трофимовка